# Nagaland Post
Nagaland Post is een Engelstalig dagblad, dat uitkomt in de Indiase deelstaat Nagaland. Ook verschijnt de krant in de nabijgelegen staten Assam, Arunachal Pradesh, Manipur en Meghalaya. In de regio is het de op een na meest verspreide Engelstalige krant. 